# 香港管理專業協會羅桂祥中學
香港管理專業協會羅桂祥中學（英語：The Hong Kong Management Association K S Lo College）是一所位於香港新界元朗天水圍新市鎮天柏路的男女資助中學，於1994年9月創校，辦學團體為香港管理專業協會（HKMA）所開辦的中學。

## 歷史
1994年，學校由香港管理專業協會創立，冠名前暫名為「香港管理專業協會第一中學」。學校首年借用元朗信義中學舊校舍授課，翌年搬遷至天水圍現址。
1997年，轉用汉语教學。
1998年，成为香港第一所取得ISO9002:1994品質管理認證的中學。
2006年，法團校董會成立，由馬漢寧博士擔任校監。
2010年9月，為提升學生英語水平，個別中一班級獲准以英語作為授課語言（除中文、中國歷史、普通電腦、普通話外）。
2021年，獲准恢復為英文中學。

## 教學語言
2021年，在教育局的第三周期微調中，該校由於學生達到指定目標（有85%學生屬全港成績前列40%），所以，自2022/23學年起，該校能夠由「部分科目按組別用英文教學」改為「全開英文班」。

## 歷任校長
| 任期      | 校長       |
| 1994-2020 | 鄧振強先生 |
| 2020-現今 | 梁國基先生 |

## 辦學宗旨
該校於1994年由香港管理專業協會學務有限公司創辦，以「臻善敏行」為校訓，致力為學生提供優質教育，讓學生在德、智、體、群、美各方面能有均衡的發展，使之成為對社會及國家有承擔精神的公民。

## 外部連結
- 官方网站
- 香港管理專業協會羅桂祥中學的Facebook專頁